# Modern Museum
Het Modern Museum (Frans: Musée Modern), voorheen het Koninklijk Museum voor Moderne Kunst (Frans: Musée royal d'Art moderne), is een museum in het Brussels Hoofdstedelijk Gewest. Het maakt deel uit van de Koninklijke Musea voor Schone Kunsten van België. Door een reorganisatie moest de collectie 'kunst sinds 1914' in 2011 wijken voor het nieuwe Fin-de-Siècle Museum. Af en toe mogen een aantal kunstwerken het magazijn verlaten voor tijdelijke tentoonstellingen of voor de wisselende selectie waarvoor enkele zalen beschikbaar bleven.

## Collectie en geschiedenis
Het Koninklijk Museum voor Moderne Kunst opende in 1984. Het vond onderdak in een ondergronds complex ontworpen door de architecten Roger Bastin en Leo Beeck. Een lichtput op het Museumplein zorgde voor het nodige daglicht.
Het museum sloot zijn deuren definitief op 1 februari 2011, ondanks manifestaties iedere eerste woensdag van de maand van februari 2011 tot februari 2012 die druk bijgewoond werden door het publiek en binnen- en buitenlandse artiesten. De directeur van de Koninklijke Musea voor Schone Kunsten, Michel Draguet, besliste eenzijdig om de locatie om te vormen tot een museum voor het fin de siècle.
Op 1 februari verklaarde federaal minister voor Wetenschapsbeleid Paul Magnette, na een vergadering met het collectief musée sans musée, zijn intentie om de collectie in 2013 weer toegankelijk te maken voor het publiek. Maar eind 2013 was er nog altijd geen Brussels museum voor moderne en hedendaagse kunst gepland. Op 6 december 2013 werd het Fin-de-Siècle Museum plechtig geopend.
In mei 2014 maakte Rudi Vervoort bekend dat Brussel een eigen museum voor moderne kunst zou krijgen in het Citroëngebouw in de Kanaalzone. De opening was voorzien in 2017. De federale overheid gaf echter aan dat ze de collectie van het Musée Modern Museum hiervoor niet ter beschikking wenste te stellen. Op 29 oktober 2015 kocht Brussel de Citroënsite voor 20,5 miljoen euro. De opening werd verschoven naar 2018-2019.
Tijdens de renovatiewerken in 2016-2017 is de collectie moderne werken niet tentoongesteld. Een selectie van de werken was te zien in de patio van het Oldmasters Museum.
In 2016 deed het museum mee aan de campagne 100 Masters van de Brusselse Museumraad, waarmee de permanente collecties van allerlei Brusselse musea worden gepromoot.